# Dewart
Dewart es un lugar designado por el censo (en inglés, census-designated place, CDP) situado en el municipio de Delaware, en el condado de Northumberland, Pensilvania, Estados Unidos. Según el censo de 2020, tiene una población de 1385 habitantes.

## Geografía
La localidad está ubicada en las coordenadas 41°06′36″N 76°52′14″O / 41.11000, -76.87056 (41.109937, -76.870655). Según la Oficina del Censo, tiene una superficie de 5.28 km², correspondientes en su totalidad a tierra firme.